# 裏会
裏会（うらかい）とは、田辺イエロウの漫画『結界師』に登場する架空の組織である。

## 概要
400年前、精神支配系能力者である逢海日永・月久の兄弟が、間時守の協力の下で創設した、全国の異能者たちを統括し取り仕切る自治組織。
家督を継ぐことの出来ない者を中心に組織されている。また、烏森を守る結界師は間時守が裏会から選出した異能者たちである。
夕上の発言から、裏会が明確に組織化され始めたのは戦国時代ごろと推測される。夕上の調べでは、裏会の主要な施設のほとんどには空間支配系能力者が作った「抜け道」が存在する。
所属するか否かは自由だが、存在が確認されている異能者は全員記録されており、良守ら結界師の名前も記録されている。
裏会には様々な組織があり、新しい組織が作られることは珍しいことではない。
総帥は便宜上、逢海兄弟の兄・日永であるが、実際はナンバー2に収まっていた弟・月久が、日永をうまく騙して利用しながら、組織内の掟や情報の統制を行いつつ、裏会のほぼ全てを取り仕切っていた。
しかし日永が月久の本性を知ってしまったことで、月久の「生きた痕跡」である裏会の破壊を決意。その暗躍によって幹部や部署が次々と破壊されていき、総本部に残された幹部を含むほぼ全ての構成員も日永の洗脳下に置かれ、一度は完全に日永の手に落ちた。その後、十二人会幹部の残党を中心として、裏会本部奪還が敢行され、日永側のトラブルも相次いだこともあり、裏会は奪還された。
裏会崩壊事件の後、十二人会第二客の鬼童院ぬらを新しい総帥に据え、第三客の竜姫が中心となって裏会の立て直しが行われている。

## 所属者

### 覇久魔の城
裏会総本部を擁する覇久魔の異界に建造された巨大な城で、和風の総本部に対して、こちらは洋風となっている。
総帥と直属の配下のみが出入りでき、それ以外では裏会最高幹部の一部にしか存在を知られていない。作中では日永が復讐のために城を捨て、配下は全員日永側と月久側に分かれて行動している。

#### 日永側
逢海 日永（おうみ にちなが）
裏会の総帥。夢路久臣（逢海月久）の兄。
水月からは「お館様」、覇久魔の城の関係者からは「王様」、その他の裏会関係者からは「総帥」と呼ばれる。
総帥としての権限は裏会を独裁で動かせるほど強大であり、最高幹部の推薦、公文書の隠滅、蛇の目の解体など、総帥だけが持つ権限は数え切れない。しかし、無気力な日永はそれを行使することはほとんどなく、総帥の意志を汲むという名目で実質的には月久が総帥の名の下に裏会を動かしていた。
正守によると一言で言えば普通の人で矛盾だらけで情に脆くて周りが見えなくなり暴走したら手に負えない為に人の上に立つ器ではないが、嫌いにはなれないと語っている。
かつて無道が裏会の最深部で出会ったという「圧倒的な存在」の正体で自分に幾度となく挑んできた無道を完膚なきまでにねじ伏せ、大きな嫉妬心を植え付けた。しかし、無道の推薦を理由に正守を最高幹部に押し上げるなど、無道とはただ敵対していたわけではない。
精神支配系能力者であり、力のイメージとして海蛇を用いる。さらに他人の肉体に乗り移る能力を持ち、幾度となく肉体を乗り換えることで、数百年の時を生きている。乗り移った相手が男性ではない場合は拒絶反応が出てしまうが、異能者に乗り移った場合は、その能力も使えるため、乗り移る相手は異能者の男性を選ぶ。
よほどの術者でも同時には10人が限界とされる精神支配を数百人同時に行うことができ、総帥よりも強い精神支配系能力者はいないだろうと評されている。
以前は土や石を操る自然支配系能力者の老人の肉体を使っており、この時点でも裏会最高幹部を歯牙にもかけないほどの実力を持っていた。その後、魂蔵持ちの幼女・遥を妹に持つ少年・遠（えん）の肉体に乗り換えたことで、遥の蓄えた神佑地の絶大な力を「共鳴者」として使用できるようになり、単身で裏会を滅ぼし得るほどの力を得る（ただし、遠は呪力こそ持つものの異能は持たず、遥がいなければ日永自身の精神支配能力とまじない程度しか使用できない）。
人の心を読むのに疲れて人間不信に陥り、自室に引きこもる生活をしているため、十二人会の会議にも滅多に出席しない。しかし冷酷な月久とは異なり、心を許した人物には情を見せる面もある。そのためミチルや零号など部下たちには慕われていた。裏会創設に助力したことで面識を持った時守を気に入っており、面識はないながらも時守に似た雰囲気を持つ正守に目をかけ、無道の推薦もあって幹部への推薦など度々援助を行った。
実は月久とは血縁関係ではなく、たまたま月久と似た異能を持っていたことから、月久に妻・水月もろとも記憶を書き換えられ、兄弟へと仕立て上げられていた。400年間、何も知らないまま自分の代わりに実務を行う月久を信頼していた。
だが、偶然再会した際に水月の記憶から月久の正体と本性を知り、絶望。自分たち夫婦の人生を弄んだ月久への復讐を決意、ミチルの計画をもとに、月久の命はもちろん自身が創設した裏会を含む「月久が生きた証全て」の破壊を目論み、零、参号、水月、遥のみを連れて抜け出した（当初はミチルも連れて行くつもりだったが、拒否された）。七郎を雇って裏会の施設の破壊や要人の殺害を行った後、多くの結界師を育てて神佑地狩りを行い力を蓄え、嵐座木神社で扇本家の戦闘員の約三分の二を手中に収める。その後、裏会総本部を襲撃し、裏会に残された幹部をはじめとした構成員のほぼ全てを手中に収め、裏会を支配し復讐を果たす。
しかし手に入れた力に違和感を覚え、最後はさらに強大な力によって自身の全てを消し去ることを望み、正守らの到来を待つことに決める。その後、零へと肉体を乗り換えて生き延びていた月久の襲撃を受けるが、この時点でも総力では依然として月久を超えており、裏会総本部に放っていた海蛇を全て自分の元に戻すことで逆に撃退する。そこへ現れた正守に自身の過去を語った後、そこへ現れた“眺める者”が遥の命を飲み込んでしまい、自らの命と引き換えに遥を救おうと懇願するが、「生き物とすら呼べん者」と相手にされず、さらには水月が遥のために命を捧げることになったため絶望する。
最期は正守に審判を受けるように言われるも、“眺める者”とのやり取りから「もう人間たちの前に立っているのが恥ずかしい」と語ったとともに遠と遥を託し、水月には「最初から殺すつもりなんてなかった」と言い残して、月久の意識もろとも正守の絶界に自ら飛び込み消滅した。
彼や月久の能力には肉体を移すごとに記憶が変質してしまう副作用があり、そのため月久から自分の本来の身元や人生に関する記憶を取り戻すことは出来なかった。
水月（すいげつ）
元々は夢路の部下だったが、後述する理由により日永に付き従う。
日永のことはお館様と呼び、彼を恐れると同時に強く案じている様子がうかがえる。
竜姫と同じ龍仙境出身の妖混じり（統合型）で、外見年齢は妙齢の女性だが800年以上を生きており、黒い龍に化けることができる。
400年前、天女の噂を聞いて龍仙境を訪れた日永に一目惚れされて夫婦となり、彼女自身の希望から日永と共に龍仙境を出るも、そこで出逢った月久に日永もろとも洗脳される。しかしある時ミチルの勧めから外出していた日永と再会、その記録を引き出されたことで、日永が月久の正体を知り憎悪を決定的なものとするきっかけとなった。
裏会では各地で記録員が記録した情報全てを一手に移し替えられ、月久が裏会を掌握するためのメインデータバンクとしての役割を果たしていた。
現在は日永の傍に置かれ、日永や蒼士をはじめとした彼の部下たちの面倒を見ている。蒼士の運命を憂いたり、神佑地狩りで異界を開いた結果死んでしまった結界師の少女に悲しんだりと優しさがあり、それらの理由から一連の神佑地狩りをあまり快く思っていない。日永には、自身に記録された月久の情報から「復讐の糧」として扱われるとともに、彼の根絶する対象である「月久の生きた痕跡」の一つとしても扱われており、一連の復讐の締めくくりに彼女を殺すと宣言されている。日永の裏会掌握後にその真意を知り、零の肉体を乗っ取った月久に唆され、遥とカケルを保護して「消失の間」に身を隠したが、日永の危機を知り脱出し、日永と和解した後、“眺める者”に魂を抜かれた遥を救うために自ら“眺める者”に吸収されることを約束した。
最期は今までの行いや自身と関わりを持たせてしまったことを日永に謝罪されるが、「あなたを選んだのは私です」と反論し、日永の死を見届けた後は蒼士に「いい人になってね」と別れを告げ、“眺める者”に食われていった。
遥（はるか）
日永がさらってきた魂蔵持ちの少女。
日永が各地の神佑地を狩っていったことで、膨大な力をその身に蓄えることになる。
日永が彼女の「共鳴者」である兄・遠の肉体に乗り移ったため、そのまま日永に力を分け与えている。“眺める者”に魂蔵の力を全て抜き取られ一度死ぬも、水月が自らの命と記録を“眺める者”に捧げる契約を交わしたことで救われた。
零号（ゼロごう）/零（ゼロ）
「人形」の中で最強・最上級の呪現化能力者。
逢海兄弟とは親しい間柄で、日永の数少ない友人でもあった。本人は「零（ゼロ）」と自称している。
たくさんの剣を空間に呪現化させ、それらを操って矢のように攻撃することが出来る能力を持つ。
日永の復讐のための戦闘員として選ばれ、傍に置く部下として最も感情が育っていない蒼士を推薦し、日永に同行。七郎と共に裏会幹部の殺害などといった実務を担当しており、奥久尼を殺害している。夢路がミチルたちを使い烏森狩りを行うと読んだ日永によって、正守の足止めに向かった夢路の下に派遣され、夢路に彼への非難を述べた「日永の伝言」を伝え、逃亡しようとした夢路を殺害した。
しかし、肉体の破壊には成功したものの、精神だけで生き延びていた月久に肉体を乗っ取られてしまう。
氷浦 蒼士（ひうら そうじ）/ 参号（さんごう）
15歳。呪現化能力者。
「氷浦蒼士」の名は、烏森への派遣で必要になるとして、水月から与えられたもの。
戦闘に関しては十分な訓練を受けていることで、非常に卓越したセンスを持つ。その半面、他者との共同生活においては自分はどう行動すべきかを知らないため、行動のたびに思考を巡らせる必要があり、普段の行動はワンテンポ遅くなる。ただ、物覚え自体は早い。
「人形」としての能力開発の結果、通常は一定した固定イメージが必要となる呪力を、純粋な力の塊として肉体に付加することが可能となっている。腕に呪力をまとうことで打撃力の増加や呪力の刀を生成する、足にまとった呪力をバネとして使うことで妖混じりに匹敵する身体能力を得る、全身にまとった呪力をバリアとして使うことで防御を行うなど、様々な能力を発揮できる。さらに体術も達人レベルにまで鍛えられており、呪力と体術を組み合わせたオールマイティーな戦法を行う。
記憶がリセットされてから4・5年と日が浅いため、感情が全くと言っていいほど育っておらず、良守から「死んだような目」と評されるほど無表情。誰に対しても敬語で話すなど、コミュニケーション能力が非常に乏しく、生殺与奪を含めた日常生活の全てにおいて命令第一を徹底する。
日永の洗脳が残っており、日永の意向一つで即座に洗脳状態に陥るなど非道な扱いを受けているが、その一方で怪我の手当ては手厚く行われているなど、日永には大切に扱われていた形跡もある。
緋田郷や断頭島に派遣され、日永が行った一連の復讐劇の証拠隠滅を行っており、緋田郷で現世と異界を繋ぐ呪具を回収する際に良守と交戦している。大首山の神佑地が狩られた後、夢路が烏森を狩ると予想した日永の手により、夢路の烏森襲撃妨害と新たな結界師の確保を目的に、結界師の補佐役という名目で裏会総本部から烏森に派遣されてきた（派遣中でも零号の奥久尼殺しに同行するなど、仕事は継続していた）。
緋田郷で良守と交戦したことで、良守には警戒されており、当初は雪村家に逗留する予定だったが、良守の猛反対によって墨村家に逗留することになった。しかし、良守がその境遇を理解したことによって、良守なりの情操教育を受けることになる。良守に対して敬語を止めたり、命令とは別に彼との約束を遵守するなど、墨村家で過ごした日々が記憶の大半を占めるほどにまで、良守と絆を育んでいく。学校には行っておらず、手伝いと運動以外はほとんど寝て過ごしているが、家事の手伝いをよくやるため、修史や利守からの評判も良い。日常生活の中、洗濯機や漢字などに興味を示すようになり、特に良守から貰ったシャープペンシルを「自分のもの」として非常に気に入るようになった。
カケルらによる烏森襲撃の際、扇七郎に誤って斬られ重傷を負うが、良守が発動した真界によって傷が回復。その後、夜行の医療班の治療により一命を取り留めたが、日永に呼び戻され墨村家から姿を消し、日永の下に戻る。しかし芽生えた情緒は消えておらず、零号の体を乗っ取った月久からの「壱号と戦え」という命令を自らの意思で破るといった精神的成長を遂げ、日永の死後は水月に別れの言葉を告げられた後、正守に処遇を任せられる。
裏会崩壊事件の後は夜行に入っており、何でも器用にこなせるため、各班で奪い合いになっている。良守から「夜行入隊記念」として新しいシャープペンシルを贈られた際には満面の笑顔を見せた。
扇 七郎（おうぎ しちろう）
扇一族本家七男で次期当主。詳細は扇一族を参照。
零号と共に裏会を破壊する戦闘員として雇われていたが、烏森で壱号を取り逃がし、誤って蒼士を傷つけてしまったことで解雇された。

#### 月久側
逢海 月久（おうみ つきひさ）
声 - 中多和宏
裏会のナンバー2で、十二人会の第一客・夢路久臣と同一人物。覇久魔の城の関係者からは「玉様」と呼ばれている。
優しさを持つ日永とは異なり、自分のために他人を利用することを何とも思わない冷酷非情な性格。
最高幹部の一人に過ぎないものの、無気力な日永に代わって実質的には裏会を支配しており、記録係と水月を通じて裏会の全記録を一手に掌握し、十二人会一番の古株として会議の進行・取りまとめを行っている。
十二人会では一番の発言力を持ち、会議で独裁的な意見を通すことも憚らないが、月久相手には誰も反論しない。ただし、本質的に裏会を自在に動かせる権限を持っているのはあくまで総帥である日永であり、月久は無気力な総帥の代理という名目で総帥を利用して権力を行使しているに過ぎない。そのため、月久への復讐のために日永が総帥としての権限を行使し始めるとほとんど為す術がなかった。
精神支配系能力者であり、力のイメージとしてクモヒトデを用いる。精神支配の力は最強と言われる日永にも引けを取らず、月久自らも「技術では上」と自負している。少なくとも日永と出会った時点では、その力は日永よりもずっと上だったとされている。また、日永と同じように他人の肉体に乗り移ることで、数百年の時を生きている（初登場の時点では、植物を操る自然支配系能力者に乗り移っていた）。
しかし、肉体を乗り換えるうちに記憶が変質しており、本来は血縁関係ではない日永を実兄と思い込んでいた。正守からは「心は分からないままだった」と言われたが、無道からは「人でないことに自覚的だっただけ」と評された。
400年前から異能者を集めて怪しげな宴を催すなど、暗躍を繰り返しており、その場面に遭遇した旅の夫婦の記憶を書き換え、自分と同じ精神支配系能力者である夫を自分の兄・逢海日永に、妖混じりの妻・水月を自分の妻へと仕立て上げ、日永と共に裏会を創設した。
自分以外を信用せず、直属の部下からも信頼されていない。傀儡として利用していた日永に対しても、人間不信に苦しむ彼を献身的に支える振りをしていたものの、影では侮蔑していたことをカケルに察知されており、その態度ゆえにカケルの嫌悪を買っている。裏会創設に助力した時守に対しても「何を考えているか分からない」と嫌悪している。
日永が水月と接触して全ての真実を彼女から引き出してしまったことで、日永は自身から決別し逃亡、後に日永の神佑地狩りや裏会破壊活動を察知し、彼に対抗するためカケル・ミチルらに神佑地狩りを行わせつつ、十二人会では最高幹部3人の殺害などによる裏会の混乱の収束を口実に、反論を説き伏せ全権を一時的という形で掌握。それにより日永を始末して裏会を建て直し自らの手で掌握することを目論んだ。
そのために烏森の力をつけ狙い、直属部隊によって鳥森を襲撃させ、自らは正守を裏会の立て直しのための話し合いという名目で足止めしたが、自身の殺害を狙う零の乱入により追い詰められ、説得に現れた正守を逆に洗脳しようとするも彼の覚悟の前に失敗。結局、烏森狩りは極限無想を体得した良守の手で阻止され、自らも零の攻撃によって肉体を破壊されてしまった。
しかし、破壊される直前に精神のみを脱出させ、零に肉体を乗り換えて日永の下へ潜入。日永討伐を謳う勢力の存在を知り、日永を謀殺して遺体を手土産に彼らに投降、裏会が立ち直るのを待ち、その中枢に近い人間に乗り移ることで、再び裏会の支配者に納まろうと目論んだ。日永に支配された部隊と裏会残存勢力との全面決戦において、本性を現し日永を狙ったが、精神支配能力が完全回復していなかったことで失敗。最期は日永が遥の魂蔵で増幅させた能力の全てを結集させたことにより、空中から突き落とされ、零もろとも遂に息絶える。最期は残った意識を日永に抜き取られ、日永が正守の絶界に飛び込んだことで共に消滅した。
カケル
魂蔵持ちの口の悪いまじない師。ショートヘアの中性的な美人で常に喪服のような黒装束に身を包み（装束の下にはクロスバックのハイレグを着ている）。
幼少期に逢海兄弟が新しい肉体に乗り換えるための「選定」として裏会に連れてこられたものの、女であったことから不適合者と判断したミチルによって処刑が決められたが、何度殺されても死亡しなかったため、魂蔵持ちであることが発覚。
後にミチルにまじないを教えられ総帥直属に加わる。育ての親であるミチルを姉のように慕っており、「カケル」の名もミチルに与えられた。
魂蔵持ちであるために絶大なパワーと不死身の肉体を持ち、まじないの素質も天才的で、街一帯を囲んでしまうような超巨大なまじないを、呪具すら必要とせず単独で構成できるほどの実力者。その強い生命力により、日永の精神支配にも耐性を持つ。
ミチルらと共に日永に切り捨てられ夢路の命で動くが、本人は日永を影で馬鹿にする夢路を嫌っていた。夢路の計画した烏森狩りのためにミチルらと共に烏森を訪れ、街一帯を破壊する超巨大なまじないを構築することで街を人質にとって良守らを無力化させたが、良守や夜行のまじない班によってまじないを壊され失敗。その後、ミチルもろとも七郎に殺されたが、魂蔵持ちのため再生する。難を逃れた壱号に連れられて、逃走した。
日永への復讐を誓い、全てをかけてミチルが遺した「世界を終わらせるまじない」の陣を完成させる。しかし、魂蔵の力を全てまじないに注ぎ込んでしまったことで生命力が弱り、日永の能力を受けて昏睡状態に陥るも、日永が本性を現した月久を迎え撃つために能力を自分の元に戻したことで意識が戻る。その後、ミチルの死による悲しみから自害しようとまじないを発動するが、“眺める者”によって陣が破壊され、注ぎ込んだ魂蔵の力も吸収されてしまい失敗する。
自身の最高のまじないも不発に終わり、ミチルもいない中、自分を必要としてくれる者がいないと感じ、崩壊していく覇久魔の地に残り、そのまま死のうとする。しかし、自分を必要としてくれた壱号に何か感じるものがあったようで、思い直して彼と共に脱出した。
ミチル
まじない師。カケルと同じ黒装束に身を包み、髪は一房に結んでいる。
本来は夢路の部下だが、裏会で初めて出会ったまともな人の心を持つ日永を愛し、強い忠誠心を抱いている。
自分が選ばれた人間であると自負し、新しいまじないの体系を完成させるためにあらゆる非道に手を染めてきた。カケルのことも元々は単なる道具としてしか見ていなかった。しかし、日永の果てしなく打ちひしがれる姿を見たことで、彼を救うことに全力を注ぐようになる。
自身が魂蔵持ちであるカケルの「共鳴者」となったことから、神佑地狩りや裏会破壊といった日永の野望の段取りの大半を発案し、日永に復讐を誓わせるきっかけとなった。日永が裏会本部から逃走する際は同行を許されていたが、カケルの人生を狂わせ、日永を復讐へと駆り立ててしまった罪を悔いていたため、贖罪のため夢路の下に戻ることを選ぶ。
夢路の下では、神佑地狩りのために何人もの少年少女の結界師を拉致し、使えそうな子供を差し出していた。夢路の烏森狩りにも協力することとなり、白丸・黒丸を操る男と共に烏森に来て、妖を囮に使い、烏森の中心部に「マーキング」と呼ばれるまじないをかけたが、マーキングが夜行のまじない班にはずされたこともあり、烏森狩りのために結界師役の少年、カケル、壱号、弐号らと共に訪れる。結界師の子供を使って烏森への道を開こうと試みたが、良守や夜行のまじない班によって失敗、最期は七郎によって殺害・消滅させられてしまったことで、カケルによる共鳴も及ばずこの世を去った。
壱号（いちごう）
14、5年ほど前に選抜を受けて「人形」となった長髪の男。
536号とは同期で彼からは「544号」と呼ばれており、カケルとも幼少期から城で共に過ごした昔馴染みの間柄。
蒼士同様冷静沈着で人間味は薄いが、意思ははっきりしており自身の立場に葛藤する場面も多くみられる。また、人間らしいカケルに対して特別な感情を抱いている（零号（月久）からは「惚れている」と解釈された）。武器は刀。
自身の体から一つ目の巨人を数体召喚・使役する能力を持つ。巨人と体の一部が繋がっており、自由に操ることができるが、体から断ち切られると巨人は消滅する。
カケル、ミチル、弐号と共に日永に切り捨てられ、夢路の命で烏森狩りに出向き蒼士らと交戦するが、極限無想に達した良守に巨人の特性を見破られ、無力化されて失敗。その後、烏森に舞い降りた七郎に攻撃されるが、右腕を失いながらも生存。カケルを連れて逃亡した。
まほら、眺めるもの、良守、宙心丸などの出現により崩壊する覇久魔の地で死のうとするカケルを諭し、共に脱出した。その後は裏会に保護された様子。
弐号（にごう）
統合型の妖混じりの少年。
妖混じりゆえに感情に支配されやすいようで、壱号から失敗作と評されている。
完全変化すると鳥のような姿になる。また腕に翼を生やして飛行することが出来たり、その翼の羽は飛ばすことも可能で羽が当たった箇所を着火させることも可能。
ミチル、カケル、壱号と共に烏森に現れたが、極限無想に達した良守によって無力化され、最期は七郎によって真っ二つにされ殺害された。
536号
フードをかぶった、顔に傷のある男。異界の大木の手入れ係。
壱号とは違い感情を表すことが出来、やや皮肉屋ながらも明るい性格。「人形」の選別のいきさつを知っている模様。
首にかけた笛からシャボン玉を作り出し鳥型の使い魔にして操る能力がある。
外の世界に強い興味を持ち、まほらを説得するために現れた時音に対して、城の構造を教える代わりに外に脱出する方法を教えてほしいと懇願しており、説得を終えた時音が放った式神の案内を頼りに城から脱出する事に成功している。

### 総本部
総本部長
名前は不明。逢海日永が各支部との連携を乱すためにこの人物の殺害を扇七郎に指示、惨殺された。
そのため未だに後任のなり手が見つかっていない。

### 十二人会
裏会を取り仕切る最高幹部会合で全員が尋常ならざるレベルの異能者。形式上は裏会総帥も出席する会合で奥の座敷に席も用意されているが、作中で総帥が十二人会に出席したことは一度もない。
幹部に任命された者には、身分を示す数字入りの札が与えられる（墨村正守ならば第七客であるため七の数字）。建前上は、番号に意味は無く皆同列とされており、札を壊してしまうか、もしくは失うと降格させられる。だが実際は、不慮の死（他の幹部に秘密裏に殺害される）による交代が最も多い。
同列ではあるものの幹部昇進時期による序列が存在し、基本的に早期に幹部に昇進した者の発言力が強い。会議中の席はその序列順となっている。また、会議中に力を使った場合も降格処分となる。
また、その身分を周りに対して秘匿しなければならないというしきたりがある（声 - 金子由之、永井誠、諏訪道彦、岸本みゆき）。
夢路 久臣（ゆめじ ひさおみ）
声 - 中多和宏
裏会十二人会第一客にして、一番の古株。詳細は#玉側参照。
正体は裏会創設者である逢海兄弟の弟・逢海月久であり、実質的に裏会の支配者であった。
鬼童院 ぬら（きどういん ぬら）
十二人会第二客。鬼使いの心優しい小柄な老婆で夜未の大伯母。
性格は極度の内気で人との交流も好まない。また争いごとを嫌う性格でもある。
鬼を大切に扱う夜未とは親しく目をかけており、竜姫とも50年来の友人（但し、上記の性格から打ち解けるまで50年かかっている）。
何百体もの鬼を従えており裏会随一の兵力を持つ。支配される鬼の方が恍惚さえ覚えてしまうほどの強い支配能力（彼女の存在で支配しているため、竜姫は「超自然支配系能力」と称している）を持っており、能力を全開にする際には肉体が若返り、彼女による支配の前には精神支配系能力でさえ無力化されるが、心が乱れると支配能力にも影響が出る。
家督を継ぐも、すぐ下の弟に譲り、若いうちから隠居する。義理で裏会幹部になったものの、活動は好まない模様。
夢路が殺された後の会議にて、夢路に次ぐ序列の幹部として十二人会のまとめ役に挙げられるも辞退し、脱退の意志を示す。冥安の説得で辞意は取り下げるものの、その後の幹部会は欠席する。正守の協力の申し出も断ったが、竜姫の説得により日永打倒に加わる。
裏会総本部奪還戦では要となり、日永の精神支配能力を上回る鬼への支配能力で充当に攻略するが、自身が日永の精神支配能力に支配されそうになってしまう。しかし、日永側のハプニングにより全員の支配が解け、事なきを得た。
総帥の死後は竜姫に押し切られ、嫌々ながらも裏会のトップに就任する事になる。
ギン
ぬらの側近的存在である鬼で、美形の青年のような外見をしている。
大雑把な性格が多い鬼たちの中で繊細な仕事がこなせる珍しいタイプの鬼。
「氷蕾」と呼ぶ氷の塊を発生させ、それを炸裂させることで凍結させる能力を持ち、不意打ちとはいえ裏会総本部奪還戦では紡岐一親を一撃で戦闘不能にした。
騒動後は、裏会のトップに就任させられたぬらを補佐している様子が描かれている。
クロ
ぬらの側仕えの鬼の一匹。中学生くらいの少年のような外見。戦闘時には鎧を着用。
見た目にそぐわず鬼のため膂力が強く、自分の背丈ほどの岩を軽く持ち上げている。
夜未のことを姉ちゃんと呼んでいる。
ハク
一つ目の巨大な鬼だが翼を有している。
多くの者が人の姿に近い鬼の中では珍しく、巨大で着物を着ていない上に飛行能力を持つ。
裏会本部奪還戦ではぬらを抱えて空を飛ぶも、咒宝の攻撃で重傷を負い、地上に落下してしまった。
竜姫（たつき）
十二人会第三客。詳細は#元幹部を参照。
冥安（めいあん）
十二人会第四客。僧の格好をした老人で、研究室特別顧問も兼任している。
能力は不明だが竜姫曰く「スピードには弱い」とのことらしく、それ故に作中では直接戦闘は行っている描写はない。
研究室では非道な人体実験を多数繰り返していたため、竜姫からは毛嫌いされている。
序列では夢路、鬼道院に次ぐ幹部で、夢路が殺害された後で十二人会のまとめ役となり、正守に特務役を命じる。異を唱える幹部を威圧し黙らせるなど相応の実力も備えており、正守曰く「手段を択ばない強硬派」とのこと。
日永率いる部隊による総本部襲撃においては、自ら改造した強化型黒兜2体を操り応戦するも、黒兜もろとも日永に洗脳され支配下に置かれる。裏会総本部奪還戦では、黒兜2体を動かして防衛するも、銀魅霞玄に黒兜を2体とも破壊され、最期は竜姫の依頼を受けた七郎の手によって殺害・消滅させられた。
腐部 骸次（くさりべ がいじ）
十二人会第五客。体に各所に包帯を巻いており、顔には傷がある男。
人間の死体や骨を自分の忠実な兵隊として操る能力を持ち、死体が無ければ墓から死体を呼び覚ましたり、戦場での死体を操ったりする。また能力がそのまま弱点でもあり、死体がなければ能力が発揮できない。
日永率いる部隊による総本部襲撃で、裏山の墓場から死体を呼び起こして迎え撃つも、日永によってあっさりと洗脳され、支配下に置かれた。裏会奪還時の戦いでは七郎に吹き飛ばされる。総帥の死後は咒宝や紡岐もろとも竜姫に半ば強制され、裏会の立て直しに尽力することになる。
銀魅 霞玄（しろみ かげん）
十二人会第六客。詳細は#元幹部を参照。
墨村 正守（すみむら まさもり）
声 - 宮内敦士
十二人会第七客。年齢は21歳。裏会内の実行部隊・"夜行"の頭領も務めている。
繁守の孫で修史と寿美子の息子で良守と利守の兄。逢海月久によれば間時守に少し似ているらしい。
実は良守と同じくクリームソーダやチョコレートパフェ、和菓子などを好む甘党。
常に和服（良守曰く「親父臭い」）。何種類かのマフラーを首に巻いている（後に、首にほどこした鋼夜との契約の痕を隠すという意味も付加された）。また、私服のセンスは変だと思われていたが、実際は父の修史が買ってきた服を文句も言わずに着ていただけである。斑尾曰く体に薄い膜を張っているため臭いがしないらしい。そのためか斑尾や白尾からは好かれていない。
また、正守に限ったことではないが、結界師であるため精神系の能力にかなり敏感であり、精神系の攻撃を絶界で防ぐこともできるほか、考えもまったく読めないため精神系の異能者からも良く思われないことが多い。間流結界術もさることながら、さらに強力な絶界の使用、異界との抜け道の作成、空間の綻びの修正などかなり上級の術者である。
戦闘では、主に間流結界術で相手の動きを止め、絶界で相手を消し去るという方法を行う。だが十二人会クラスの実力者相手の桁違いの攻撃には絶界でも攻撃を消し切れずにダメージを負う。
面倒見が良く、部下たちからは慕われているが、敵と認識したものには容赦なく殺気を向ける。墨村家の長男として生まれながら、正統継承者の方印が出なかったことに対し、深いコンプレックスがあり、自らの負の部分を受け入れたことが吉と出るか凶と出るか不明。そのような自らの境遇のためか、訳の分からない古いしきたりを壊したがる傾向がある（烏森、十二人会など）。それは「訳の分からない大きな力に振り回されるのが我慢ならないため」と語っており、それらに振り回されないだけの力を欲していることを認めている。
末席幹部であることに加え、十二人会幹部が彼と関わると死んでいるため他の幹部から疑われている。
初登場時からその強さを見せつけており、逢海日永の推薦もあり、史上最年少で十二人会に昇進した。黒芒楼の存在が明らかになったとき、夜行の本部を烏森に移そうとしたが黒芒楼と手を組んだ扇一郎に邪魔され、そのせいで志々尾限が命を落とすこととなる。第二次黒芒楼襲来の際は牙銀を絶界で消し去った（アニメでは左金）。その後、黒芒に行った良守と閃を救出するため、時子が作った空間の抜け道で繁守らと共に黒芒に向かう。そして良守、閃を救出して黒芒から脱出した。
烏森を狙う扇一郎からの嫌がらせは日に日に激しくなっていき、ついには扇一郎が正守を陥れようと土地神を暴れさせて夜行の人間を（間接的にだが）3人殺し、行正に（土地神が神佑地を失い暴走状態だったとはいえ）土地神殺しの汚名をかぶせた。正守はその横暴さに怒り、扇一郎と交戦、なんとか後一歩で彼を消し去ろうとしたが分裂して逃げられてしまう。その後、兄弟から切り捨てられた扇六郎を助け、裏会の浄化のために奥久尼と手を組んだ。神佑地狩りがあるたびに、後始末に追われている。
奥久尼と共に扇を神佑地狩りの犯人として告発しようと、夜行の仲間と共に再び彼を討ちに行った。しかし、夜行が討つ直前に、扇兄弟5人は七郎に殺されていた（同じころ、奥久尼も零に殺された）。それ以降他の幹部から殺害の疑いをかけられることもあった。その後、細波から蛇の目が解体されたと聞き、総帥が一連の事件の犯人ではないかと疑いだす。
烏森がカケルたちに襲撃されている夜、夢路久臣に裏会の立て直しのために協力して欲しいという名目で彼の屋敷に呼ばれた。その際に奥久尼の考えた質問を夢路にぶつけ、一連の事件の元凶を「総帥と夢路の兄弟げんか」と言い切り、総帥に対抗するために組織される新生裏会に参加するのを断ったところを零に急襲されてしまい、夢路に逃げられてしまう。なんとか夢路に追いつき、総帥を倒すために手を組むことを提案するが、夢路の能力で洗脳されかけてしまう。絶界で防いだものの、夢路から信用されたいなら絶界を解くことを要求され、最終的に絶界を解き、自身と夢路を結界で囲むことで、夢路に洗脳・攻撃された場合は自分もろとも滅する覚悟を見せるが、零の攻撃で夢路が殺害されてしまう。
その後に現れた奥久尼の霊から、烏森の正体を聞き、急いで烏森へ向かったが、全てが終わった後だった。扇七郎が墨村家を訪れた際に、七郎から、扇六郎を助けた恩などとして彼への依頼を受けつける電話番号（死神使用権）を渡された。
その後、十二人会のまとめ役となった冥安から補佐を任せられる。裏会内での権限を拡大し、総帥の情報を得るために記録係を集め、彼らの記憶を探るものの「彼らのボスが夢路」「水月という女性に記録係の情報全てが蓄えられている」ことしか判明しなかった。総帥に近づくために奥久尼の部下のまじない師を使って禁術に手を出し、人間だった頃の記憶を持つ無道（能力は持たず、通常の霊魂よりも弱い）を復活させた。
裏会総本部で総帥を迎え撃つが、味方も無差別に攻撃する幹部たちに失望し、戦意を失う。その後、総帥の海蛇を絶界で防ぎ、一人だけ落ち延びた。総帥を討って裏会を復興させるべく、春日夜未のツテで鬼童院ぬらを当たるも断られ、間時守のアドバイスにより死神使用権を使用して雷神（竜姫）と対面。彼女が主体となり、裏会総本部奪還に向けて動く。
預言により自身は日永打倒の役目を受け、覇久魔の異界に突入したが、標的であった日永は零号（月久）と戦いで、傷つき倒れていた。日永の過去を知り、処刑ではなく審判を勧めるが日永に拒まれ、遠と遥を託された。その後、水月から蒼士を託され、蒼士、遠、遥と共に異界を脱出した。
総帥の死後も裏会の幹部には残ったが、再度末席からのスタートとなり、竜姫から「ヤング層の取り込み」を命じられている。また、刃鳥美希や無道の霊から、春日夜未との関係をからかわれている。
なお、彼の登場については当初1話からのはずだったが担当の指示で結局時音と良守の話に一本化された。また、当初のデザインも坊主だったが、担当から地味と言われた。そのため、額の三日月型のキズとあごのヒゲが付け加えられた。
黒姫（くろひめ）
正守の召喚する、黒い鯉の姿をした管理者。
影を使う際に使用する。
鋼夜（こうや）
声 - 江原正士
生前（500年前）、斑尾と組んでいた黒色の妖犬。
自分たちが死ぬことになった原因が、間接的とはいえ人間にあったため、人間を強く憎んでいる。400年前に自分がいた山を、間時守に封印され山に入れなくなり、力を手にいれて封印を解くため、烏森の地に現れた。烏森では変化して人狼のような姿となり、良守や時音を圧倒したが、封印を解いた斑尾と良守の連携の前に敗北し、烏森の力によって死亡。
良守はその死を悼み、鋼夜の残った体の一部を故郷だった山に埋めてもらうよう、正守に託した。
だが、正守によって強制的に復活させられ、時守が山に施した封印を解くという条件で共闘することになった。それ以降、正守のことを「人間」と呼ぶ。
裏会崩壊事件の後、約束通り故郷の山に帰るが、その山には裏会の重要施設があり、時守が施したもの以外にも数え切れないほどの魔除けがかかっていた。まじない返しの首輪をつけたものの、正守からは「そのままでは、まじないに身を焼かれ死んでしまう」と言われる。
しかし本人（犬）は「生まれた山で死を迎えたかっただけだ」と語り、別れ際に正守に感謝の言葉を述べながら山に帰っていった。
扇 一郎（おうぎ いちろう）
声 - 郷里大輔
十二人会第八客。詳細は扇一族を参照。
奥久尼（おくに）
十二人会第九客。裏会記録室の最深部・奥書院の管理者。
尼のような頭巾と着物をまとった小柄な女性。知識欲が旺盛。中立の立場で裏会で数少ない信用できる人物。
式神には横に3本のカーブした線が描かれている。移動の際は部下と共に雲に乗り、力を使う際は手に持っている鈴を鳴らす。鈴を鳴らすことで、空間を切り開く、巨大な力で対象物を押さえ込むことができる。夕上によれば使う術の多くは自分の部下の力を一つにまとめたものだったらしい。
自分の知識欲を満たすために、ありとあらゆる不老不死の外法に手を出していたらしいが、本人曰く「解明できなかった」。「謎食いの奥久尼」と呼ばれ、裏会の抱えるあらゆる情報に精通している。古い秩序を重んじているようで、烏森のことを危険だと感じ、反論した墨村繁守、良守、雪村時子、時音に対して殺気を向け、烏森に干渉した扇一郎に対し警告を発している。落ち込む正守に気遣う言葉をかけるなど、基本的には「真実を知る」ことを追求する善人で、事を荒立てるようなことは好まない。
度量も広く、記録室には規範を守れば誰でも所属できるという寛大な方針のため、部下の数は裏会でも最多。奥久尼の部下は彼女を崇拝しているところがあるらしく、夕上は信者といっている。
正守と取引として情報の交換をした。その後、波平（なみひら）に連れてこられた良守に正守が扇一郎の元へ乗り込んだことを話し、正守の元へ行こうとする良守を止めていた。正守と扇一郎の戦闘後、良守の純粋さ（若さ）を見て思うところがあったのか、正守と裏会の浄化のために正守と手を結んだ。
正守が夜行と共に扇一郎を襲撃していた時と同じころに零の手で斬り殺され、十二人会第九客の札も斬られ、屋敷も燃やされた。
その後、霊体の状態で正守と共に夢路を訪ね、正守に4つの質問をさせた。そして、夢路との戦いが終わった後で、正守に烏森の力の謎を話して成仏した。
紡岐 一親（つむぎ かずちか）
十二人会第十客。顔が髪に覆われていて素顔が見えず、片目のみが頭髪の間から窺うことができる。性別不詳。
生き物でないもの（死体も含む）に髪の毛の一部を結ぶことでその物体を自在に操る能力を持つ。本人曰く「死体よりも建物などといった巨大なものを操るのが得意」らしい。
日永率いる部隊による総本部襲撃で、総本部の建物を操って迎え撃つも、日永によってあっさりと洗脳され、支配下に置かれた。裏会奪還時の戦いではギンに氷漬けにされ、総帥の死後は腐部や咒宝もとろも竜姫に半ば強制され、裏会の立て直しに尽力することになる。
狐ノ塚 奇平（このづか きへい）
十二人会第十一客。常に狐の面を被っているため素顔は見えず、扇一郎に次ぐ体格の持ち主。
言葉を発する際、不自然なタイミングで間を取る癖がある。
なぜか扇一郎との戦いに挑む前の奥久尼と正守のやり取りを知っており、奥久尼と扇一郎の殺害について正守を疑っていたが、扇七郎に殺害された。
咒宝 (じゅほう)
十二人会第十二客。顔に布をつけており、鼻と口は隠れている男。
プライドが高く冷酷な性格。腐部および紡岐とは親しい様子だが、正守に対しては常に疑念を向ける。
式神を一度に数十体ほど使えるほか、龍脈をあやつり、龍穴から気の流れを気柱としてビームのように放出して攻撃できる。その攻撃はかなりの威力を誇る反面、能力の使用中は地面から動けず、土地の力にも左右される（神佑地や裏会総本部といった強い力のある土地ではかなりの力を発揮できる）。
日永率いる部隊による総本部襲撃で、冥安・腐部・紡岐・正守と共に迎撃を行うが、味方を蔑ろにする姿勢から正守に「最低だな」と軽蔑されるも、「青い」と一蹴した。その後は日永によってあっさりと洗脳され、支配下に置かれた。裏会奪還時の戦いでは七郎によって戦闘不能にさせられ、総帥の死後は腐部や紡岐もろとも竜姫に半ば強制され、裏会の立て直しに尽力することになる。

#### 元幹部
無道（むどう）
先代の第七客（正守の前任者）で魂蔵持ち。
マフィアのボスとマジシャンを髣髴とさせる壮年男性で、何種類か持っている長いマフラーがトレードマーク。
他人の生命を奪い取り、力に変換して自身の魂蔵へと蓄える能力を持ち、裏会時代は魂蔵持ちゆえの再生能力から「不死身の無道」と呼ばれていた。
アバウトな性格ながらも圧倒的なカリスマ性の持ち主で、第七客時代は裏会内に独自の組織を作り上げ、若者を育てることに生きがいを見出すなど人間味が強く、正守のことを「ぼうや」と呼び、正守の目標となっていた。
しかし裏会の中にいる「圧倒的な存在」を目の当たりにし、生まれて初めて劣等感を味わったことで、「莫大な力を蓄えることで若返り、最終的には生まれる前にまで戻り、再び生まれるときには寸分の狂いもなく完全な存在になる」ことに目覚める。そのために無差別に力を求めて裏会を去り、裏会の訓練施設を潰し、訓練生の若者を何人も殺して回る外道に堕ちる。しかしそれでも力が足りなかったことから、神佑地の強大な力に目をつけ、主から力を吸い取るために人間を捨てて妖へと変貌する。
戦闘においては、赤みがかった黒の玉を無数に生成して自在に操る。この玉は自分が触れても平気だが（それを利用して空中に浮かんだ玉に乗って無道自身が浮かぶことも可能）相手の力や生命を吸収する他、絶界と同様に相手を浸蝕する効果があり、正守の絶界でさえ触れたところから消し去ってしまう。さらに玉は力を集中させることで大きさを変えたり、平たく圧縮し円盤状のカッターにして相手に飛ばすなどの技も持つ。また、妖になってからはマフラーを伸ばして標的を捕縛したり切断したりすることが可能となった。なおこれらの力は、魂蔵の力で若返ることでさらに強大な力を振るえるようになる。
淡幽の神佑地の力を狙い襲撃、そこで正守、良守と交戦に入り、神佑地の力によって青年期まで若返り力を高めながら2人と死闘を繰り広げる。最終的にはこの攻防により土地を傷つけられた淡幽が世界を閉じることを決め、6歳児くらいの子供まで若返ることによる最大出力で脱出を図るも失敗、神佑地の解体に取り込まれることとなる。最期は死を悟って正守の絶界に突入し、裏会の最深部に「圧倒的な存在」がいること、正守に烏森を狩ることを誘惑し、完全に消滅した。
「圧倒的な存在」とは裏会総帥である日永のことであり、日永からはしつこい男と評されていた。正守を十二人会に推薦していたのも彼である。
その後、遺された僅かな遺髪から、奥久尼のまじない師によって遺髪が残っていた時期（訓練施設を襲う前）の記憶・状態で再生させられ、正守に協力させられることとなる。総帥に関する情報を提供した後は自由気ままに動いており、正守をからかっている。
なお、最初のデザインは能の顔をモデルにしたのかどう見ても変人にしか見えないデザインだったが、担当に忠告され「マフィアのボス+マジシャン」で現在のデザインとなった。しかし担当に「またオッサンですか」と言われたので若返らせることを決めた。
竜姫（たつき）
声 - 百々麻子
元第三客。妖混じり（統合型）の美女。
若々しい外見・言動ながらも普通の人間よりもはるかに長い寿命を持つため300年以上も生きている。性格は言動からわかるがいい加減。但し人望はあり、ぬらや銀魅の妻からも慕われている。
出身の龍仙境の力の影響で土地神クラスの妖の力を宿している他、巨大な竜の姿に変化し、空中を自在に飛行して身体から巨大な雷を落とす能力を持つ。正守でさえ軽くあしらう実力を持つことに加え、完全変化すれば身体から放つ邪気だけで一般人なら死に至らしめてしまうなど、妖混じりとしては最強ランクの力を持つ。
扇二蔵や鬼童院ぬらとも長年の知己で、「風神」・扇二蔵とは共に組んで暴れまわっていたことから「雷神」の異名がついている。
夢路が殺された後の十二人会の会合で、日永打倒を裏会の外から遂行しようと自ら札を両断し十二人会を脱退。日永による裏会総本部襲撃後は銀魅を味方に引き入れるなど独自に動き、七郎のアポで正守と接触、正守・七郎に加えてぬらを説得し仲間に引き入れ、日永を打倒しぬらを新たな頂点に据えた裏会新生に向けて動き出す。
総帥の死後、ぬらをサポートする形で裏会を実質取り仕切っている。ただ権力欲が無いためか、仕事をあっさり権限ごと丸投げするので事はスピーディーに進むとのこと。正守については時守に色々入れ知恵されたらしい。
銀魅 霞玄（しろみ かげん）
元第六客。落ち着いた雰囲気を持つ中年の男性で二重能力者。婿養子で妻がいる。
妖混じりであることに加え呪現化能力を持つ。水のイメージをとることで自由に形状を変える呪力の刀・黒雨を携えており、妖混じりの身体能力で移動し、黒雨で相手を裁断する戦法を得意とする。
竜姫の脱退後、竜姫と親しい妻のお願いもあって、日永による裏会総本部襲撃の三日前に、会員札と辞意を伝える書状を届け十二人会を脱退。日永討伐に協力し、黒兜１体をあっさりと葬るも二体目に日永の精神支配術を移されかけるも七郎に救われた。

## 夜行
夜行 (結界師)を参照

## 調査室
異能者の犯罪などを調査する組織。裏会で扱った事件の洗い直しや、内部調査・全国調査などを行っている。探野耕造によれば、予算は常に逼迫しているらしい。繁守の発言から、もとは裏会の自浄機関としての意味もあったようだが、扇一郎や奥久尼に利用されており、自浄機能は期待できない模様。
探野 耕造（たんの こうぞう）
調査室室長。夕上清輝の親戚。妖しげなものをみると髪の形が変わる体質のようで、作中どんどん髪の形が変わっていった。純粋に妖しげなものが好きなようである。場所に残った過去の記憶をたどることができる。見た目はただの変わり者だが、波平が記録室のスパイだと知った上であえて泳がせるなど、室長としての力量は確かなもの。
波平（なみひら）
調査室調査員。探野耕造と共に北の消えた神佑地の調査を行う。実は奥久尼の部下であり、諜報活動を行うスパイとして調査室に入り込んでいた。扇六郎に傷つけられた際に、調査室を抜け、良守を奥久尼のところに案内した。記録室が破壊された後は、再び調査室に戻った。詳細は記録室を参照。

## 検察室
本部は断頭島（だんとうじま）にある。見た目は中立機関を装っているが、実際は様々な者の息がかかっており、事実上の無法地帯となっている。島に連れて来られた罪人が逃亡した場合、島狩りを開始し、どんな荒っぽい手段を使ってでも島中を捜索して捕まえる。炎上寺一族は、検察室設立時から断頭島を管理していた。夢路亡き後、総帥の部下によって襲撃され、島の施設群は完全に焼失した。
夜城（やしろ）
検察室特別捜査班員。記録室に所属していたこともある。全身を黒装束で覆っていて分かりにくいが、女性である。精神支配系能力者で、力のイメージとして鶴を用いる。元々は大した術者ではなかったが、日永による洗脳・能力強化を受けており、日永の計画に加担させられることになる。
夕上と共に雪村家を訪れ、時音を断頭島に連行し脳洗い部屋で洗脳しようとするが、時音が夕上によって逃がされてしまったため、夕上を刺して、その罪を時音になすりつけ、時音を捕獲しようとする。彩覚を強引に従わせ、時音と夕上を追いつめるが、突如現れた良守の絶界で自分の鶴を破壊され、彩覚にも裏切られて追い詰められる。そして何かを喋ろうとしたが、日永の洗脳による証拠隠滅プログラムにより自殺した。
夕上 清輝（ゆうがみ きよてる）
検察室特別捜査班員。眼鏡をかけ、スーツを着こなした優男。「華麗」であることにこだわりを持ち、飄々とした物腰で、紳士的かつクールに振る舞う態度は、良守が嫉妬するほどかっこいい。その一方で危ない発言や、突拍子もない無茶な行動を起こすことも多く、かなりの変人。全身を流れる自分の血液が呪力の依所であるため、肉体は非常に丈夫で、さらに血液を自由に扱い、ネクタイやハンカチなどにして形を与えることも出来る。裏会内の様々な組織に潜り込んでいたことがあり、記録室にいたこともある。頭脳も極めて明晰で、検察室には短期間しか所属していないが、そのわずかな間に「抜け道」の存在に気づいていた。
彼の実家は一族伝来の神佑地を代々長子が守護する役目を持っており彼の姉が受け継いだが、その神佑地が神佑地狩りに遭ってしまい、姉は生きがいを失って自殺してしまった。そのため神佑地狩りのことを調べたいと考えている。
夜城と共に時音を断頭島に連れてくるが、夜城の陰謀に気付き、時音の逃亡に尽力した。彩子と夜城に追いつめられるが良守に助けられる。逃亡に成功した後は良守と時音の関係を解きほぐした（しかし良守に悪魔だと認識される）。なお閃は、時音といい雰囲気でハリウッド映画なら恋人になっていたと評している。
検察室が破壊されたため、親戚である探野耕造に調査室に雇ってもらえるよう頼みにきた。その後、総本部奪還作戦の際監視を担当しており、雪村時音を「抜け道」へと案内した。
作者曰く、妙齢以上の女性からの人気が高かったとのこと。
架魅那（かみな）
夕上の呪力である血で作り出した式神に近い存在で、一つ目のコウモリのような外見をしている。普段は夕上のトランクに入れられており、夕上の意志でしか動かせない。これほどの大きさにするには血を3年ためなければならないらしい。夕上が時音を断頭島から逃げ出させるために彼女に貸したが、夕上が夜城に刺されて意識を失ったことで制御を失い、崩壊した。
炎上寺 彩子（えんじょうじ さいこ）
断頭島管理人。弟の彩覚と共に島の管理を任されている。自分より若い女と、若い女になびく男は全て死んだ方がよいと思っている。普段は髪を縛って伊達眼鏡をかけているが、戦闘時には髪を解いて眼鏡を外す。妖混じりであるため、戦闘能力は高く、巨大な鎖鎌を武器として扱い、自身の腕を伸ばす能力を使うことで長いリーチを生かした戦い方をする。怒って凶暴化すると理性が働かなくなり、狭いところを通ろうとして鎖鎌を引っかけて通れなかったり、時音の結界に気づかずに思いっきりぶつかったりするなど、前後の見境すらつかなくなってしまう。おかげで時音は通常時と戦闘時の彼女が同一人物だと気がつかなかった。爆発に巻き込まれても生きているほど生命力も強く、夕上からは「ほぼ不死身」と言われている。
夜城の罠で追いかけられることになった時音に島狩りを開始するが、時音と夕上の策に翻弄され、何とか2人を追いつめるも良守の結界で吹っ飛ばされ、今度は時音を捕らえようと現れた夜城の黒い鶴で攻撃され倒された。
炎上寺 彩覚（えんじょうじ さいかく）
彩子の弟で断頭島記録係。姉と共に島の管理を任されており、島で起こった全ての出来事を記憶している。姉と違って冷静沈着で、式神を使用できる（式神の形はエイに似ていて、「炎」の文字が描かれている）。
墨村正守によって裏会の記録係が集められた際、正守に協力した。

## 記録室
その名の通り、裏会の情報を記録するところ。構成員は奥久尼の部下で同じ白装束を身に着けており、単独行動は優秀かつ奥久尼に極めて信頼されている者のみに許されている。何者かによって破壊され、記録庫に火をつけられて炎上し、裏会発足後からの大部分の資料が消失した。
奥久尼（おくに）
裏会記録室の最深部である奥書院の管理者にして記録室特別顧問。詳しくは#十二人会参照。
波平（なみひら）
奥久尼の部下であり、諜報活動を行うスパイとして調査室に入り込んでいた。奥久尼への忠誠心は厚い。異能者としての能力、力量は不明だが、蝶形の式神（奥久尼と同様、式神には横に3本のカーブした線が描かれている）を操って空を飛んだり、どこからともなくふっと現れる能力を持ち、奥久尼の命で烏森を監視している。すました顔をしていて、感情が読めない。探野耕造に（なみへい）と呼ばれたことがある。良守曰く「のっぺり顔」。
探野耕造と共に北の消えた神佑地の調査を行う。扇六郎と共に墨村家を訪ね、揺さぶりを掛けていた（本人は良守に対して、扇一族に探りを入れるためと言っている）。しかし、扇六郎が墨村修史を挑発、墨村家と交戦状態となり、扇六郎の手で空に逃げるが、六郎に反論して傷つけられ、空から落とされる。調査室を抜けた後、奥久尼の部下として良守と接触し、奥久尼のもとに良守を連れてきた。奥久尼が殺された後、良守に遺留物を届ける。
奥久尼の遺志を継ぎ、裏会の争乱の真相解明のため、調査室に再び所属した。
磯貝（いそがい）
奥久尼の部下で、烏森や緋田郷周辺の担当。緋田郷の神佑地狩りの直後に、壊された空間が外に出ていたため、閉じる作業を時子に依頼して、案内人として緋田郷を訪れる。良守が異界を閉じる作業をしていた時、良守に同行していた豆蔵に「次に狙われる神佑地は烏森だ」と釘を刺される。
綺砂魚（きさな）
奥久尼の部下で、女性。精神系能力者で、力のイメージとして魚を用いる。悪意はないようだが、勝手に人の心を読んだり、さらっとえげつないことを言う。
水月（すいげつ）
元々はここに所属していた。詳しくは#覇久魔の城参照。

## 研究室
逢海の部下によって破壊された。構成員は仮面をつけている。
冥安（めいあん）
研究室特別顧問。#十二人会参照。
仮面の男
仮称。研究員。カケル・ミチルに雇われていた。白丸・黒丸を烏森で暴れさせたが、2体とも倒されてしまい、2人にも先に逃げられ、自分も逃げ出したが蒼士に捕まった。夜行を通じて奥久尼に身柄を引き渡された。黒兜編で、黒兜を角志野礼二に預けた人物が、この男と同じ格好をしていたが、同一人物であるかは不明。
白丸（はくまる）･黒丸（こくまる）
オットセイのような姿の2匹の巨大な妖。上記の男に調教され、大きなボールのような形にされて烏森に落とされ、巨大になった。口から触れるだけで爆発する玉を出す。体の内側の歯に呪具がついており、上記の男の笛で操られていた。白丸は氷浦に、黒丸は良守に倒された。

## 管理室
本部は一般の会社を装って、普通の街中にあった。しかし、逢海日永の依頼を受けた扇七郎により、本部は破壊された。その後、臨時管理室が総本部に置かれたが、機能していない様子。

## 蛇の目
目玉のような紋が特徴。裏会の極秘組織。予知の素養のある者を集め、その中から選ばれた一人が「淵見役の巫女（ふちみやくのみこ）」として未来を見通し、予知や予言を行っている。その予知が悪用されないように存在が極秘となっているため、正式な名前は付けられておらず、装身具についている紋様から「蛇の目（じゃのめ）」と呼ばれる。逢海日永のお抱えの組織。
各地の神佑地に警告（警告の内容は場所によって異なっている）を行なったために危険分子と判断されたのか、組織は解体された。
ノゾミ
サキの主人。「淵見役の巫女」でもあり、そのために体は足枷で拘束され、身動きが出来なかった。裏会が関係する神佑地の大きな争乱を変えるために、サキを使って全国の神佑地に警告を出した後、自害した。
サキ
予知能力を持つ巫女。
主人のノゾミの命を受け、行脚しながら各神祐地と裏会に起こる事件の予言を、使い魔の幻魔蝶で伝えてきた。しかし、幻魔蝶が暴走して烏森を荒らしたため、そのお詫びとして巫女の命とも言われる髪を良守たちに差し出した。主人の命令で烏森に「恐れよ…血の臭い纏いし災いの神…この地に舞い降りん」という予言を伝えた。その後、役目を終えノゾミのいる屋敷へと戻るが、ノゾミが自害したのを知り、ノゾミの願いを叶えるために屋敷から逃げ出し、支援者の元で予知を続けることにした。また、逃げ出した後に烏森に現れ、良守たちに一連の流れの分岐点が烏森であることを告げた。
現在は竜姫に保護され、正守が日永を討つと予言した。
幻魔蝶（げんまちょう）
人工的に作られた妖で、光にも耐えられる伝令用の使い魔。サキがつけている勾玉の首飾りから召喚される。
烏森の力を受けたことで暴走、サキの指示に従わなくなり、次々に増殖し始める。さらに時間の経過とともに攻撃能力を持つようになり（皮膚や髪の毛を切る程度だが、最終的には金属製の椅子の脚を切断するレベルにまでなった）、一般人にまで被害を出し始めるが、良守たち結界師4人の四師方陣によって全て滅された。

## 用語
抜け道（ぬけみち）
裏会の主要な施設には必ず存在している。物理的なものではなく、かつて空間支配系能力者（結界師など）が作ったもので、離れた外の空間に通じている。
人形（にんぎょう）
逢海月久の考案により作られた部隊。さらってきた異能を持つ少年たちを「選別」した後、記憶・感情を抜き取ってリセットし、情緒が発達する前に訓練を施すことで、戦闘法を反射レベルまで脳内に刻みつけるとともに、思考・感情に左右されずに力を純粋に振るう（無想状態による力の発揮と同じ原理）ことができる、従順な「戦闘人形」となった戦士。なお、能力の強化のために記憶をリセットしたに過ぎないため、年月を経るにつれて感情は再び成長していく。特に戦闘能力の高い4人は普通の番号ではなく「零号・壱号・弐号・参号」と呼ばれ、使い魔と連絡をとることができるイヤーカフスをつけている。
表向きは従順な戦闘人形だが、裏では逢海日永・月久の非常用のスペアの肉体という一面を持つ（人形たちには知らされていない）。
記録係（きろくがかり）
目と頭を改造し、自分が見た情報を全て頭の中に記憶している。裏会内の各部署に配置されており、20人程度が存在する。夢路が裏会内を監視するために置いた役職。時々、正体を隠した夢路が「主（あるじ）」として記録係の前に現れ、記憶を水月に移し替えていた（記録係は気づいていない）。目を改造しているため、通常は視認できない精神系の能力を見ることができる。
墨村正守が総帥の情報を得るために記録係を集めるも、有益な情報は得られなかった。裏会崩壊事件の間、夜行に保護されていた。